# 太长不看
“太长不看”（英語：或 ，是的缩写）是一个网络俚语，通常用于介绍在线帖子或新闻文章的摘要。这句话用作非正式的感叹词，表示因篇幅过长而忽略了某个文本。根据《牛津英語詞典》，这句话最早出现在2002年Usenet新闻组rec.games.video.nintendo上的一条信息中。2009年，该词出现在Mo' Urban Dictionary: Ridonkulous Street Slang Defined中，这是一本基于在线众包俚语数据库《市井词典》的出版物。同年，该词被戴维·波格的X文集《World According to Twitter》列为俚语缩写。2013年添加到牛津在线词典中。
此外，“TL;DR”还可以用在长文章的开头或结尾，表示摘要的意思。
在中国大陆互联网语境下，“省流”可以被视作TL;DR。

## 相关
- 摘要
- 注意力經濟
- 注意長度
- 資訊超載
- 网络文化